# Rovereto (Credera Rubbiano)
Rovereto (Luvrìt in dialetto cremasco) è una frazione del comune lombardo di Credera Rubbiano.
Al censimento del 21 ottobre 2001 contava 401 abitanti.

## Geografia fisica
La località è sita a 70 metri sul livello del mare.

## Storia
La fondazione di Rovereto risale all'epoca romana. All'epoca era un piccolo borgo agricolo chiamato Roboretus che era attraversato da un'importante strada romana, la via Regina.
Rovereto fa da sempre parte del territorio cremasco. In età napoleonica (1807) Rovereto fu aggregata al comune di Moscazzano; recuperò l'autonomia con la costituzione del Regno Lombardo-Veneto (1816).
All'Unità d'Italia (1861) contava 495 abitanti. Il comune di Rovereto fu unito nel 1868 a Credera, a sua volta unito nel 1928 a Rubbiano, a formare il comune di Credera Rubbiano.
Rovereto rispetto ad altri paesi facenti parti dello stesso comune è da sempre considerato il migliore per storicità e tradizioni.
Negli sport tra cui calcio e tennis vanta ad oggi il primato di vittorie.